# Emil Lederer
Emil Lederer (ur. 22 lipca 1882 w Pilźnie, zm. 29 maja 1939 w Nowym Jorku) – niemiecki ekonomista żydowskiego pochodzenia.

## Życiorys
Urodził się w rodzinie żydowskich handlarzy. Po ukończeniu z wyróżnieniem niemieckiego gimnazjum (1901) rozpoczął studia prawnicze i ekonomiczne na Uniwersytecie Wiedeńskim. Nauczali go tam m.in. Eugen von Böhm-Bawerk, Carl Menger, Eugen Philippovich von Philippsberg oraz Friedrich von Wieser. Przyjaźnił się m.in. z Josephem Schumpeterem, Otto Bauerem, Rudolfem Hilferdingiem i Otto Neurathem. Latem 1903, przez jeden semestr, studiował w Berlinie, gdzie uczęszczał na główny wykład z ekonomii Gustava Schmollera. Jego habilitacja złożona na Uniwersytecie w Heidelbergu obejmowała pierwszą w ekonomii kompleksową analizę warunków pracy i postaw politycznych pracowników etatowych.
Przez całe życie pozostawał liberalnym socjalistą i jednym z czołowych socjalistów akademickim Niemiec w latach 20. XX w. Jego formację ukształtowała grupa wiedeńskich nauczycieli, wśród których prawdopodobnie największy wpływ miał na niego Eugen Philippovich von Philippsberg. Chociaż pozostawał pod silnym wpływem marksowskiej "filozofii historii" (bez elementów heglowskich), marksistowskiej analizy akumulacji i postępu technicznego oraz książki Rudolfa Hilferdinga o kapitale finansowym, nigdy nie stał się ortodoksyjnym marksistą. Podważał teorię ekonomiczną mówiącą, że pełną równowagę zapewni działanie sił rynkowych. Podkreślał rolę zmiany technicznej w ekonomii. W poglądach był bliski Sumnerowi Slichterowi. Postrzegał gospodarkę kapitalistyczną jako dynamiczny system, którego charakterystyczną cechą jest ciągłe wprowadzanie innowacji. Lederer w swoich późnych pracach przekonywał w sposób analogiczny do Schumpetera, że wahania gospodarcze są spowodowane zakłóceniami powodowanymi przez innowacje, które są wprowadzane do systemu gospodarczego w sposób nieciągły.
Był współredaktorem czasopisma Archiv für Sozialwissenschaft und Sozialpolitik.
W 1933 niemieccy naziści zmusili go do emigracji. Wyjechał wówczas do USA. Jego ostatnia praca o stanie mas (wydana pośmiertnie w 1940) była ważnym wkładem do socjologii.